# Ми-30
Ми-30 — нереализованный проект советского многоцелевого конвертоплана, разработанный МВЗ имени М. Л. Миля под руководством М. Н. Тищенко в 1972 году. Внутри конструкторского бюро у данной конструкционной схемы существовало собственное название «винтоплан». Главной задачей являлось обеспечение таких параметров скорости и дальности полёта, которые бы превосходили аналогичные параметры вертолётов. Конвертоплан Ми-30 рассматривался в качестве замены многоцелевого вертолёта Ми-8 в перспективе.

## Лётно-технические характеристики
В качестве силовой установки предполагалось использование двух двигателей ТВ3-117, расположенных над грузовой кабиной, которые должны были приводить в действие посредством трансмиссии два несуще-тянущих винта, диаметр которых составлял 11 м каждый. Расчётная скорость полёта должна была составлять 500 — 600 км/ч, дальность полёта — 800 км, взлётная масса — 10,6 тонн. Ми-30 в изначальном проекте предназначался для грузопассажирских перевозок 19 пассажиров или 2 тонн груза.. В дальнейшем грузоподъёмность была увеличена до 3—5 т, а пассажировместимость до 32 человек.

## Военная модификация
Военные одобрили разработку, но потребовали оснастить винтоплан более мощной силовой установкой с двумя двигателями Д-136. Расчётная масса такого аппарата увеличилась до 30 тонн.